# チンドウィン川
チンドウィン川（チンドウィンがわ、Chindwin Myit）は、ミャンマー（旧ビルマ）の川で、エーヤワディー川（旧イラワジ川）の最大の支流である。フーコン渓谷に発し、マンダレー近郊でエーヤワディー川に合流する。マニプリ語では「ニン・ティー川」と呼ばれる。 

## 地理
チンドウィン川は、ミャンマー北部のカチン州に位置するフーコン渓谷内のほぼ北緯26度26分18秒、東経96度33分32秒の地点を源とする。この地点は、タナイ・クハ川、タビエ川、タワン川、タロン川（テュロン川、ないしトワン川とも呼ばれる）が合流する場所である。

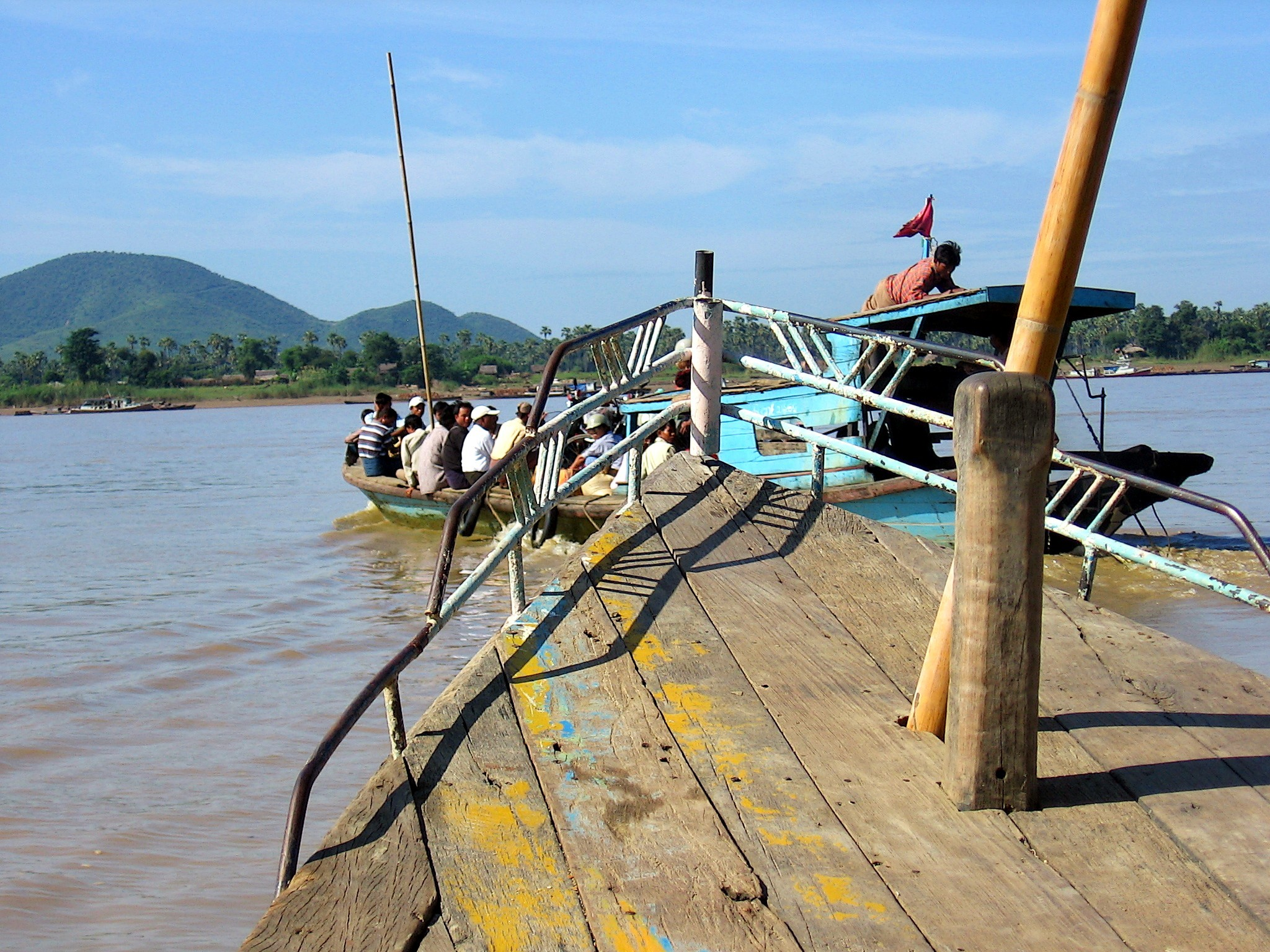
モンユア付近

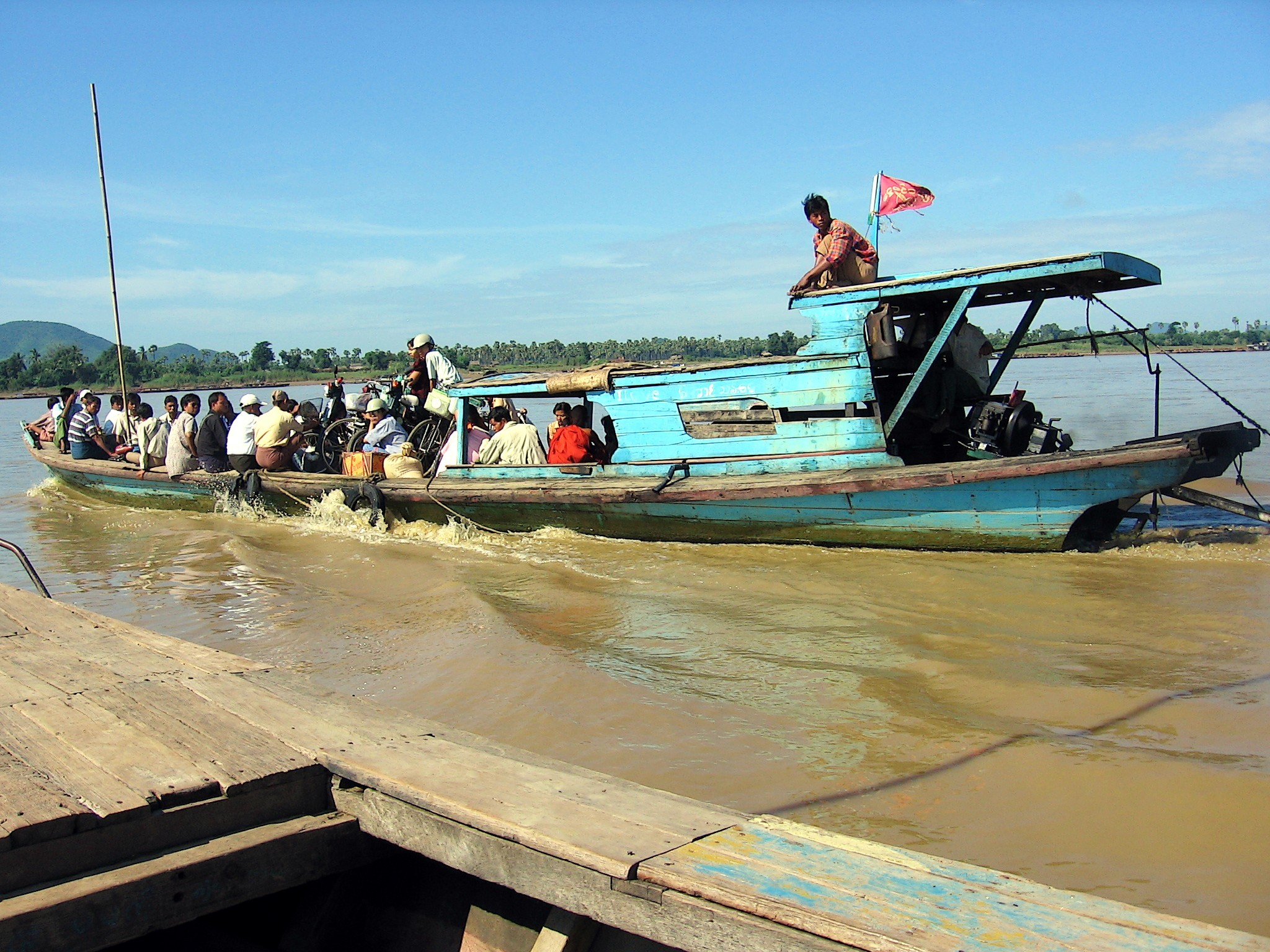
モンユア付近

このうち、タナイ・クハ川の水源は、モガウンの北方、約 20km 、北緯25度30分、東経97度0分、クモン山系のシュウェダウンギ峰の近くにある。この川は初めフーコン渓谷に向かって真北へと進むが、渓谷に達すると西へと流れを変えて渓谷の中部に至る。ここで、それぞれ渓谷の北方ないし北東の尾根から流れてきたタビエ川、タワン川、タロン川の3つの川が、下流に向かってその右岸から合流しチンドウィン川となる。
川はフーコン渓谷を出た後、タロン渓谷（またはテュロン渓谷）を流れて、峻険な峡谷を流れる。以後、全体としては北から南へとミャンマーの西部を下る川となる。 川はシンカリン・ハカマティの町を、更にホマリンの町を、ともにそれらの町を左岸に見る形で流れる。ホマリンを過ぎるとまもなく、その左岸にウユ川（または、ウル川）を合わせる。このウユ川は、チンドウィン川最大の支流であり、その水源付近に、ビルマ・ヒスイとして有名なヒスイ硬玉（ヒスイ輝石）の産地が広がっている。
次に、右岸のカバウ渓谷から流れ来るユ川を合わせる。更に下り、カレ渓谷からのミイッタ川を合わせる。その合流点の左岸にカレワの町がある。川はミンギンの町まで、概ね南西方向に流れる。ビルマの中央平原に入ると南東方向に転じ、モンユワの西を流れ、サガインとパコックの2つの都市の境界となり、およそ北緯21度30分、東経95度15分の地点で、エーヤワディー川（イラワジ川）に合流する。
合流点付近は幅が20km近くに達するデルタ地帯となっている。その上流側にも流れに沿った長く低い島や中州が並んでおり、中には多数の住民が住んでいる島もある。この地形については伝説があり、それによれば合流部の島を分ける多くの川はバガン（旧称「パガン」）のある王が、大掛かりな土木工事で切り拓いたものだという。それらの流れはその後の数百年間にチンドウィン川が運ぶ堆積物によって埋められてしまったが、1824年の大洪水で大きく様相が変わった。現在の地形はその影響で、最大のデルタの先にある部分が湖のような広大な流れになっており、そこに数個の島がある。

## 自然
その流域の多くが森林に覆われた山岳地帯で、居住環境ではないことや、インドとの国境に近く軍事的緊張の高い地域もあるため、知られていることは少ない。
ミャンマーの南部は典型的な熱帯モンスーン気候で、年間降雨量は多く、また雨季と乾季の差が著しい。ヤンゴン（旧ラングーン）では、平均の年間降雨量は 2000mmを超える。雨季の6月から8月の平均降水量が 500mm 近くに達する一方で、乾季の1、2月の降水量は 1 - 2mm 程度しかない。チンドウィン川が流れる北部から中部は一部は温帯に属するが、川の流水量は雨季と乾季では著しく異なり、川幅も大きく変化する。
2004年に水源を含むフーコン渓谷内の約6,500km2に及ぶ地域が、トラの保護のため「フーコン渓谷野生動物保護区」として指定された。

## 経済
チンドウィン川はその上流の町であるホマリンへの定期的な水運路として古くから利用されてきた。
これは、ひとつにはチンドウィン川の源であるフーコン渓谷の森林で伐採されるチーク材を運ぶ溝渠が古代から開発されており重要な資源であった上に、この渓谷に良質なコハクが豊富であったことがある。ふたつ目には、チンドウィン川流域が、またウユ川流域の方が更に良質のヒスイの産地であり、これらが合流するホマリンがこれらの貴重な資源の集積地であったためである。

## 歴史
チンドウィン川西の山岳地帯は交通が極めて困難であり、特に陸上兵力にとっては難攻不落の天然の要害であった。18世紀になってようやくビルマ軍がこれを越すことに成功して、インド東部のマニプール地方、およびアッサム地方を占領した。ビルマ軍はこれらの地域を経て、ついにはイギリス領インドに侵入する。
第二次世界大戦では、日本が当初東南アジア一帯を占領したために、海路を断たれたジョセフ・スティルウェルを司令官とするイギリス軍を中心とする連合国側は、上記のビルマ軍と同じ経路を徒歩で越えてインドへ退却せざるをえなくなり、マラリアなどの疾病と食糧難から多大の損害を受けることになった。
その後、反攻に転じた連合国側はフーコン渓谷を横断してビルマと中国を結ぶレド公路を建設して、抗日戦を続ける中国への補給路を確保することになる。逆に日本軍はこのいわゆる「援蒋ルート」を断つために、ビルマへの支配力を強化することが必要になった。こうしてチンドウィン川は、インドへの侵攻を目指す日本軍にとっても、またビルマの奪還を目指す連合国側にとっても、最大の障壁となる。連合国側の拠点となっていたインパールの攻撃を目指して1944年3月に開始された日本陸軍によるいわゆるインパール作戦は、チンドウィン川を渡ることで開始されたが、渡川で携行した軍需物資の多くを失い大失敗に終わり、日本軍の敗北の決定的要因となった。
水源があるフーコン渓谷は深く、あまり多くの人の立ち入ることのない場所であったが、近年では金の産地としても有名になるなど、急激に開発が進んでいる。その一方で、その自然環境の探査・研究も進められ、トラ以外にも、そこに生息する小型のシカがこれまで知られていない種であることが発見される（1997年）などの発見がいくつもある。フーコン渓谷に限らず、川の上流域は、政治的混乱が続く中で、経済の発展と自然環境の保護の両立が求められる難しい状況にある。